# Barranc dels Covilassos
El Barranc dels Covilassos és un barranc de l'antic terme de Sapeira, actualment inclòs en el terme municipal de Tremp, al Pallars Jussà.
Es forma a los Comellassos, al sud del Serrat de Roca Roja, des d'on davalla cap al sud-oest, i va a cercar el vessant nord del Tossal Llong, des d'on gira cap a ponent, i més endavant cap al sud, per anar a abocar-se en el barranc d'Espills.